# Arjay Smith

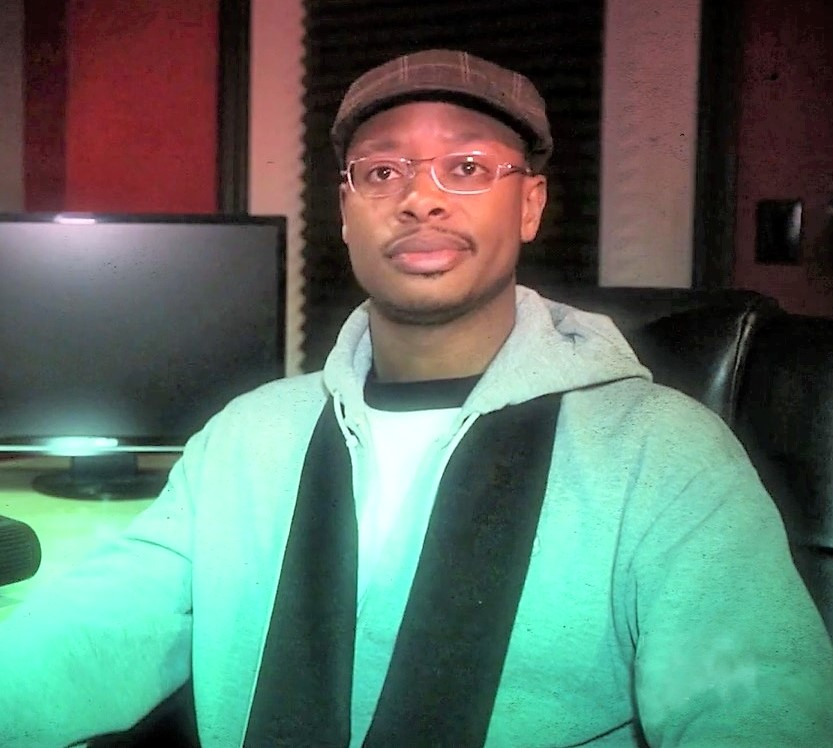
Arjay Smith, 2012

Arjay L. Smith (* 27. November 1983 in Redlands, Kalifornien) ist ein US-amerikanischer Schauspieler, der durch seine Rolle als Allen Strange in der Nickelodeonserie The Journey of Allen Strange bekannt wurde.

## Leben und Karriere
Arjay Smith wuchs in Los Angeles mit drei Halbschwestern auf. In seiner Schulzeit begann Smith mit Fußballspielen, Tanzen und Schauspielern.
Seinen ersten Fernsehauftritt hatte Arjay Smith 1995 in der Episode Three Girls and a Baby der Fernsehserie Eine starke Familie. Zwei Jahre später hatte er einen Auftritt in Emergency Room – Die Notaufnahme. Zwischen 1996 und 1997 verkörperte er in 22 Folgen die Rolle des Jared in Nick Freno: Trau’ keinem Lehrer!. Auch war er in insgesamt acht Folgen der Serie Malcolm mittendrin mit von der Partie.
2004 spielte Smith die Rolle des Brian Parks im Film The Day After Tomorrow an der Seite von Dennis Quaid und Jake Gyllenhaal.
Von 2012 bis 2015 war er an der Seite von Eric McCormack in der Serie Perception zu sehen. Dort spielte er Max Lewicki, den Assistenten von Dr. Daniel Pierce.

## Filmografie (Auswahl)
- 1995: Eine starke Familie (Step by Step, Fernsehserie, Folge 5x02)
- 1996–1997: Nick Freno: Trau’ keinem Lehrer! (Nick Freno: Licensed Teacher, Fernsehserie, 22 Folgen)
- 1997: Emergency Room – Die Notaufnahme (ER, Fernsehserie, Folge 4x04)
- 1997–2000: The Journey of Allen Strange (Fernsehserie, 38 Folgen)
- 2000–2001: Malcolm mittendrin (Malcolm in the Middle, Fernsehserie, 9 Folgen)
- 2001: The West Wing – Im Zentrum der Macht (The West Wing, Fernsehserie, Folge 3x01)
- 2001: Strong Medicine: Zwei Ärztinnen wie Feuer und Eis (Strong Medicine, Fernsehserie, Folge 2x15)
- 2001–2004: New York Cops – NYPD Blue (NYPD Blue, Fernsehserie, 3 Folgen)
- 2003: Boston Public (Fernsehserie, Folge 4x05)
- 2004: The Day After Tomorrow
- 2004: Cold Case – Kein Opfer ist je vergessen (Cold Case, Fernsehserie, Folge 2x01)
- 2005: Charmed – Zauberhafte Hexen (Charmed, Fernsehserie, Folge 8x08)
- 2006: Eine himmlische Familie (7th Heaven, Fernsehserie, Folge 10x14)
- 2006: Without a Trace – Spurlos verschwunden (Without a Trace, Fernsehserie, Folge 4x23)
- 2007: My Name Is Earl (Fernsehserie, Folge 2x21)
- 2008: Medium – Nichts bleibt verborgen (Medium, Fernsehserie, Folge 4x06)
- 2008: Motel: The First Cut (Vacancy 2: The First Cut)
- 2009: 24 (Fernsehserie, Folge 7x11–7x12)
- 2009: Saving Grace (Fernsehserie, Folge 2x12)
- 2009: Bones – Die Knochenjägerin (Bones, Fernsehserie, Folge 5x03)
- 2009: FlashForward (Fernsehserie, Folge 1x04)
- 2009: CSI: Miami (Fernsehserie, Folge 8x08)
- 2009: Three Rivers Medical Center (Three Rivers, Fernsehserie, Folge 1x10)
- 2010: Navy CIS (NCIS, Fernsehserie, Folge 7x14)
- 2010: Ghost Whisperer – Stimmen aus dem Jenseits (Ghost Whisperer, Fernsehserie, Folge 5x20)
- 2010: CSI: Vegas (CSI: Crime Scene Investigation, Fernsehserie, Folge 11x03)
- 2010: Detroit 1-8-7 (Fernsehserie, Folge 1x07)
- 2012: The Finder (Fernsehserie, Folge 1x08)
- 2012: Criminal Minds (Fernsehserie, Folge 8x04)
- 2012–2015: Perception (Fernsehserie)
- 2013: Men at Work (Fernsehserie, Folge 2x07)
- 2016: Major Crimes (Fernsehserie, Folgen 4x19–4x23)
- 2017: Navy CIS: New Orleans (Fernsehserie, Folge 3x22)
- seit 2021: The Rookie (Fernsehserie)